# Tossicità sistemica da anestetici locali
La tossicità sistemica da anestetici locali, o LAST (Local Anesthetics Systemic Toxicity) è una reazione avversa potenzialmente mortale che può verificarsi dopo la somministrazione di anestetici locali: una concentrazione plasmatica di anestetici locali a livello sovra-terapeutico ha effetti avversi sul sistema nervoso centrale e cardiovascolare.
Gli anestetici locali sono generalmente sicuri ed efficaci se utilizzati limitatamente al sito interessato (infiltrazione di tessuti, vicino a un nervo o a un plesso nervoso); si manifestano segni di tossicità se una grande quantità di anestetico locale raggiunge la circolazione sanguigna (per iniezione intravascolare o assorbimento vascolare).
Gli anestetici locali bloccano il flusso di ioni sodio attraverso i canali del sodio voltaggio-dipendenti; questo blocco nervoso si verifica nel lato intracellulare e quindi dapprima le molecole devono attraversare il doppio strato lipidico. Gli anestetici bloccano anche i canali del calcio e altri canali, enzimi e recettori, inclusa la carnitina-acilcarnitina traslocasi nei mitocondri.
Il SNC è più sensibile alla tossicità rispetto a quello cardiovascolare, pertanto i sintomi del SNC precedono i sintomi cardiologici; gli anestetici locali influenzano l'equilibrio tra le vie inibitorie ed eccitatorie del sistema nervoso centrale. I segni e sintomi neurologici variano tra l'eccitazione iniziale (per primo si verifica il blocco dei canali del sodio voltaggio-dipendenti dei neuroni corticali inibitori) e la depressione, più tardiva. Circa il 40% di LAST si presentano come una crisi epilettica improvvisa e rapida, che progredisce fino all'arresto cardiaco; con alte dosi di anestetici locali, o per iniezione intravascolare, i sintomi prodromici del SNC possono essere assenti e la prima manifestazione può direttamente essere la tossicità cardiovascolare, con anomalie della conduzione cardiaca, diminuita contrattilità cardiaca e diminuzione delle resistenze vascolari sistemiche.

## Storia
L'introduzione della cocaina come primo anestetico locale, alla fine del XIX secolo, fece rilevare effetti sulla sua tossicità sistemica: convulsioni, insufficienza respiratoria, effetti cardiaci. Spesso la tossicità sistemica veniva trattata con caffeina, ammoniaca o etere. Lo sviluppo della procaina nel 1904 non risolse il problema della tossicità sistemica.
La sintesi di anestetici locali liposolubili ad azione prolungata come la bupivacaina alla fine degli anni 50 portò al ritorno di LAST letali: la morte cardiovascolare associata a LAST era particolarmente resistente alle manovre di rianimazione, come l'uso di vasopressori (come l'adrenalina) o la defibrillazione.